# Aziz Acharki
Aziz Acharki (Nador, 27 de marzo de 1972) es un deportista alemán que compitió en taekwondo. Ganó dos medallas en el Campeonato Mundial de Taekwondo en los años 1993 y 1995, y tres medallas en el Campeonato Europeo de Taekwondo entre los años 1994 y 2000.
Participó en los Juegos Olímpicos de Sídney 2000, donde finalizó quinto en la categoría de –68 kg.

## Palmarés internacional
| Campeonato Mundial | Campeonato Mundial          | Campeonato Mundial | Campeonato Mundial |
| Año                | Lugar                       | Medalla            | Categoría          |
| ------------------ | --------------------------- | ------------------ | ------------------ |
| 1993               | Nueva York (Estados Unidos) | Medalla de bronce  | –70 kg             |
| 1995               | Manila (Filipinas)          | Medalla de oro     | –70 kg             |
| Campeonato Europeo |                             |                    |                    |
| Año                | Lugar                       | Medalla            | Categoría          |
| 1994               | Zagreb (Croacia)            | Medalla de bronce  | –70 kg             |
| 1996               | Helsinki (Finlandia)        | Medalla de oro     | –70 kg             |
| 2000               | Patras (Grecia)             | Medalla de oro     | –72 kg             |